# Dascyllus marginatus
Espèce
Synonymes
- Pomacentrus marginatus Rüppell, 1829[1] [2]

Dascyllus marginatus, communément appelé Demoiselle de mer Rouge, est une espèce de poisson osseux de la famille des Pomacentridés.

## Description
Dascyllus marginatus mesure jusqu'à 6 cm.

## Répartition et habitat
Dascyllus marginatus est une espèce des récifs coralliens. Elle est présente en mer Rouge et dans le golfe d'Oman ; et probablement les côtes entre les deux.

## Écologie
Les adultes sont généralement associés avec les coraux Stylophora pistillata, Stylophora wehisi ou les espèces des genres Acropora et Porites.

### Reproduction
Dascyllus marginatus est monogame et forme des couples bien distincts pendant la période de reproduction. Ovipare, les œufs sont démersaux et adhèrent au substrat. Le mâle surveille et ventile les œufs.

## Appellations
Dans son Histoire naturelle des poissons (1830), Georges Cuvier le nomme Dascylle à nageoires bordées.